# Mirandiba
Mirandiba är en kommun i Brasilien.   Den ligger i delstaten Pernambuco, i den östra delen av landet, 1 300 km nordost om huvudstaden Brasília. Antalet invånare är 14 308.
Omgivningarna runt Mirandiba är huvudsakligen savann. Runt Mirandiba är det glesbefolkat, med 19 invånare per kvadratkilometer.